# Andy Whitfield
Andy Whitfield (17. října 1971 Amlwch – 11. září 2011 Sydney) byl velšský herec a model. V rámci herecké kariéry byla jeho hlavní rolí ústřední postava v seriálu Spartakus: Krev a písek. Za tuto roli byl na filmovém festivalu v Monte Carlu nominován na cenu Zlatá nymfa.

## Biografie
Narodil se ve městě Amlwch ve Walesu a vystudoval inženýrství na University of Sheffield. V roce 1999 se přestěhoval do Austrálie, kde z kraje působil jako model. Objevil se v několika televizních seriálech (např. All Saints či McLeodovy dcery) a filmech (Gabriel - Anděl pomsty a Klinika). V březnu 2010 u něj byl diagnostikován Non-Hodgkinův lymfom a o osmnáct měsíců později na toto onemocnění ve věku 39 let zemřel.
Byl ženatý a měl dvě děti.